# Josef Sušánek

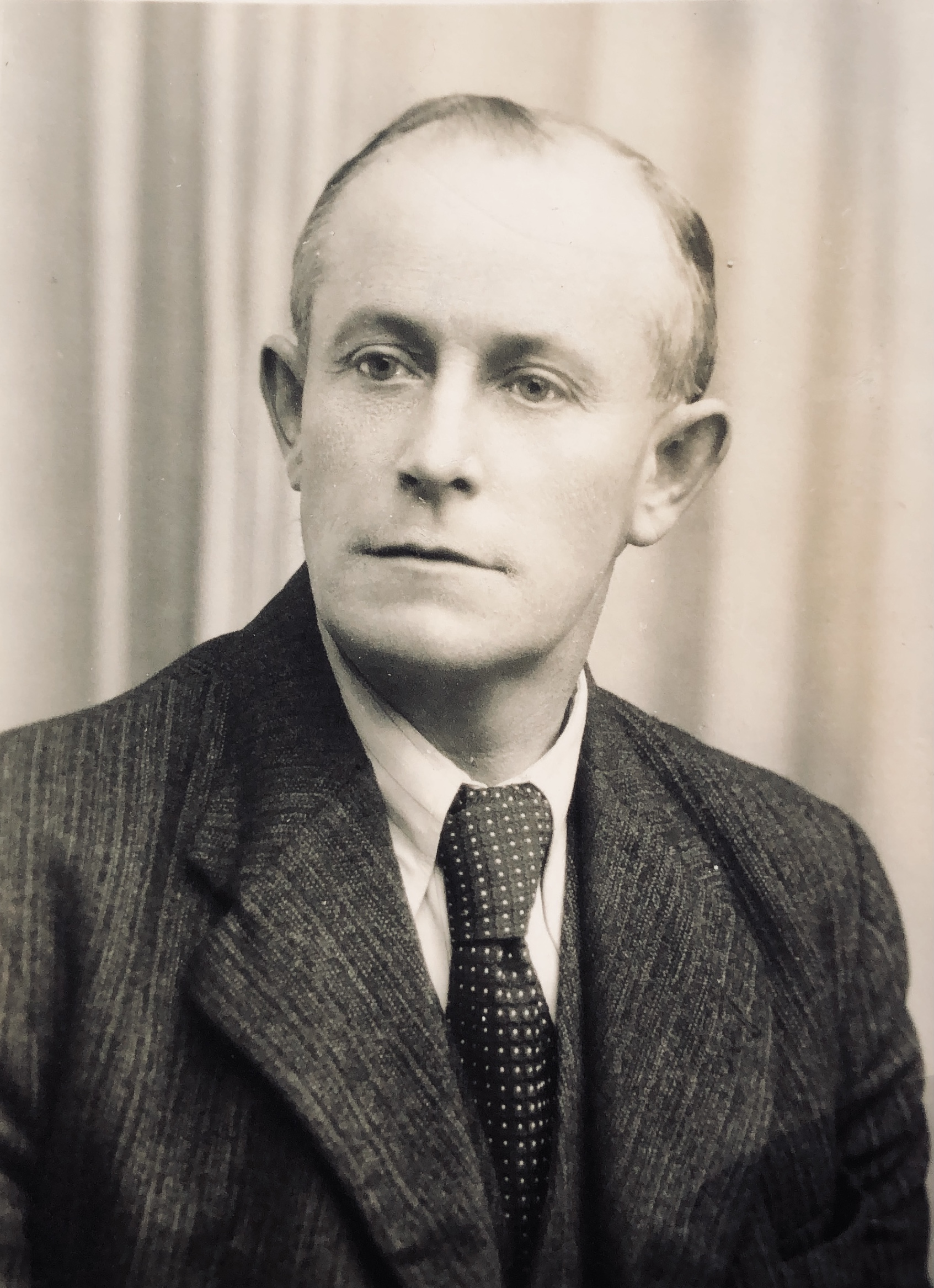
Josef Sušánek in den 1940er Jahren

Josef Sušánek (* 5. September 1896 in Weiden überm Walde, Bezirk Laun, Österreich-Ungarn; † 20. März 1945 im KZ Theresienstadt, Landkreis Leitmeritz, Reichsgau Sudetenland) war ein tschechoslowakischer freiwilliger Feuerwehrmann, Kommandeur der Bezirksfeuerwehr Slaný und ein von den Gestapo gemarterter Widerstandskämpfer.

## Leben
Sušánek war einer von mehreren freiwilligen Feuerwehrleuten aus Schlan, die während des Zweiten Weltkriegs ihre Heimattreue durch die Teilnahme am Widerstand gegen die Nationalsozialisten zum Ausdruck brachten. Er wurde im Oktober 1944 von der Gestapo verhaftet und Anfang November desselben Jahres in der Kleinen Festung in Theresienstadt inhaftiert. Dort wurde er der verschärften Vernehmung unterzogen, der er am 20. März 1945 erlag.

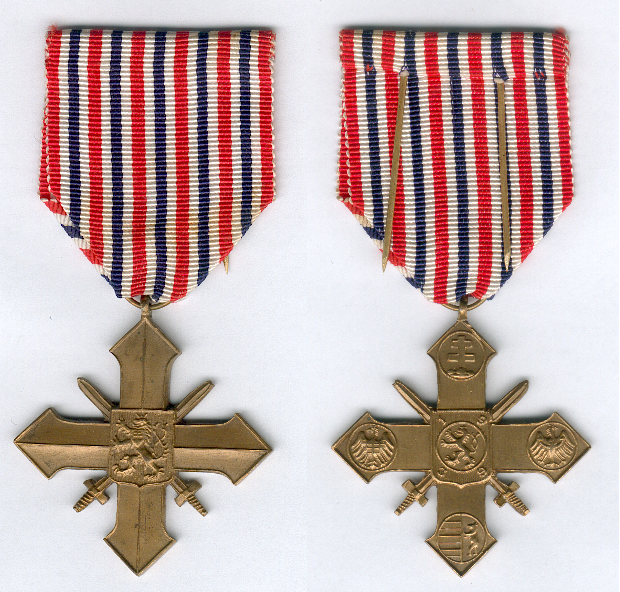
Tschechoslowakisches Kriegskreuz 1939

## Ehrungen
- Am 24. September 1946 wurde Sušánek von Präsident Edvard Beneš zum Gedenken das Tschechoslowakisches Kriegskreuz 1939 verliehen.
- Am 7. September 1947 wurde in der Feuerwache in Slaný eine Gedenktafel mit den Namen Josef Sušánek, Miroslav Haken und Josef Černý feierlich enthüllt.
- Sein Name wird auch auf dem Denkmal für die Opfer des Nationalsozialismus auf dem Hlaváček-Platz in Slaný und auf der Gedenktafel des ehemaligen Grundschulgebäudes in seinem Geburtsort Vrbno nad Lesy erwähnt.
- Er ist auf dem Nationalfriedhof in Theresienstadt im Grab Nr. 264 im ersten Abschnitt begraben.